# Luftstreitkräfte der Sowjetunion
Die Luftstreitkräfte der Sowjetunion (russisch Военно-воздушные силы СССР, transkribiert: Wojenno-wosduschnye sily SSSR, kurz WWS) waren eine Teilstreitkraft der Sowjetarmee.
Die Luftstreitkräfte bestanden von 1918 bis 1991. Sie gingen aus der zaristischen Fliegertruppe hervor und wurden nach der Auflösung der Sowjetunion auf die Nachfolgestaaten aufgeteilt.

## Gliederung im Kalten Krieg
Die Luftstreitkräfte waren unterteilt in
- Fernfliegerkräfte (strategische Bomber),
- Frontfliegerkräfte,
- Transportfliegerkräfte, bei Bedarf verstärkt durch Maschinen der Aeroflot.

Außerdem gab es – organisatorisch getrennt von den Luftstreitkräften – die Kampfflugzeuge der Luftverteidigung (PWO) (Abfangjäger), die Armeefliegerkräfte und die Seefliegerkräfte.

## Geschichte

### Die Anfänge 1917

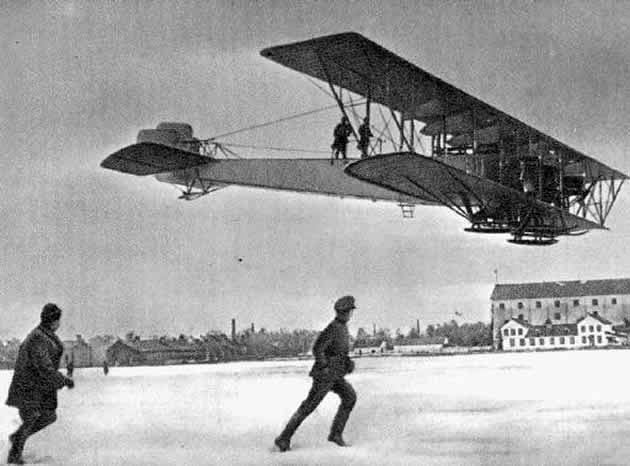
Bombenflugzeug Ilja Muromez

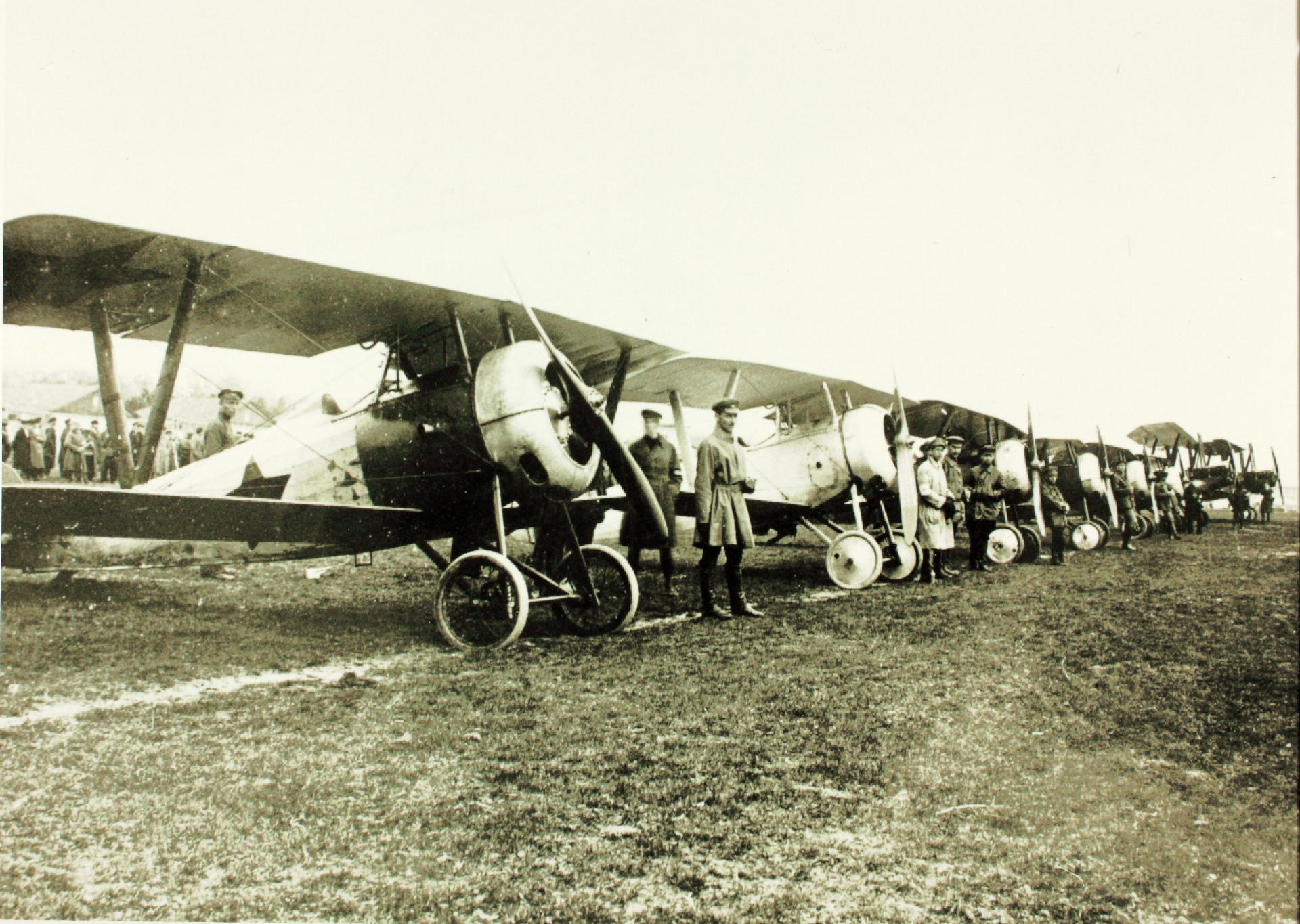
Von der zaristischen Armee übernommene Nieuport-Jagdflugzeuge

Russland verfügte bei Beginn der Oktoberrevolution über einen Flugzeugpark von insgesamt 1.109 Militärmaschinen. Die meisten dieser Flugzeuge waren ebenso wie die dazugehörigen Motoren vor und während des Ersten Weltkrieges in Großbritannien und Frankreich erworben oder in Lizenz nachgebaut worden. Von den Eigenentwicklungen erlangten nur die berühmte Ilja Muromez sowie die einmotorigen Muster Anatra D, Anatra DS und Lebedj-12 die Serienreife.
Bereits kurz nach dem Umsturz begann ein neugebildetes Kollegium mit der Erfassung der vorhandenen Ressourcen und der Auflistung der zur Verfügung stehenden Flugzeuge, Triebwerke und Produktionsstätten. Am 10. November 1917 wurde die erste Abteilung der revolutionären Fliegerkräfte gebildet.
Zur Ausbildung der Piloten gründete man zehn neue Fliegerschulen sowie 1919 das Fliegertechnikum Moskau, aus dem 1920 das Ingenieursinstitut der Roten Luftflotte sowie 1922 die Akademie der Luftflotte, die heutige Militärakademie für Ingenieure der Luftstreitkräfte, hervorgingen.
Mitte 1918 wurden von den Bolschewiki die Luftstreitkräfte der Roten Armee in Fliegerabteilungen gegliedert, die der im Mai gegründeten Hauptverwaltung der Roten Arbeiter- und Bauernluftflotte unterstanden. Eine Fliegerabteilung bestand aus sechs Flugzeugen mit 113 Angehörigen und verfügte über einen Fuhrpark von vier Kraftfahrzeugen und sechs Pferdegespannen. Waren es anfangs erst neun dieser Abteilungen, so wuchs ihre Zahl bis Dezember 1920 auf 65 Land- sowie 18 Marineabteilungen.
Diese neuformierten sowjetischen Fliegerkräfte übernahmen einen Großteil des Flugzeugbestands des alten Russland, der sich, wie oben angedeutet, aus einem Sammelsurium der verschiedensten Typen zusammensetzte. Als Jagdflugzeuge verfügbar waren beispielsweise 307 französische Nieuports der Versionen X bis XXIV und einige SPAD S.VII, britische Sopwith Triplane, RAF S.E.5 und Vickers F.B.19 sowie einige erbeutete deutsche Fokker D.VII Doppeldecker.
Im Verlauf des Bürgerkriegs fand auch eine Intervention westlicher Staaten und Japans gegen Sowjetrussland statt. Es konnten etwa 150 weitere Flugzeuge erbeutet und in den Bestand aufgenommen werden. Insbesondere die 15 einsatzbereiten Ilja Muromez, die in einer speziellen Bomberabteilung zusammengefasst worden waren sowie die französische Breguet 14 bewährten sich in diesem Konflikt bei Bombenangriffen gegen die Reiterarmeen der Weißgardisten von General Mamontow gut, die Hauptaufgabe der Fliegerkräfte beschränkte sich jedoch aufgrund der fehlenden Mittel meistens auf Aufklärungsaufgaben. Die Konsequenzen, die die Regierung deshalb aus diesem Bürgerkrieg unter anderem zog, bestanden im Aufbau einer starken Luftflotte. In den Jahren 1921–1928 wurden aus diesem Grund unter großen Anstrengungen neue Flugzeugwerke errichtet, sowie Schulen und Forschungseinrichtungen gebaut, um die Entwicklung und Produktion auf diesem Gebiet schnell voranzutreiben.

### Erste eigene Typen – die zwanziger Jahre
Am 1. Dezember 1918 wurde vom Vater der russischen Luftfahrt, Nikolai Jegorowitsch Schukowski, mit der Gründung des Zentralen Aerohydrodynamischen Instituts (ZAGI) der Grundstein der Forschung gelegt, auf den sich die sowjetische Luft- und Raumfahrt in den kommenden Jahrzehnten stützte. Im ZAGI wurden neue Flugzeugtypen entwickelt und getestet sowie aerodynamische Gegebenheiten erforscht. Zu diesem Zweck wurde auch ein großer Windkanal errichtet, in dem das Flugverhalten von kompletten Flugzeugen beobachtet werden konnte.
Eine Zeit lang stützte sich die Sowjetunion jedoch noch auf den Einkauf von Flugzeugen im Ausland. 1922 waren 90 % aller neuen Militärmaschinen als Import in die UdSSR gelangt. So ist es nicht verwunderlich, dass der erste Typ aus sowjetischer Produktion, die R-1, ein Nachbau der britischen de Havilland D.H.4 war, dessen Herstellung von Nikolai Polikarpow auf die einheimischen Produktionsmöglichkeiten zugeschnitten worden war. Noch 1926 kaufte die Sowjetunion zur Ausbildung von Bomberpiloten veraltete französische Farman Goliath-Doppeldecker, die auch als Absetzflugzeuge für die sich formierenden Fallschirmjägereinheiten genutzt wurden.

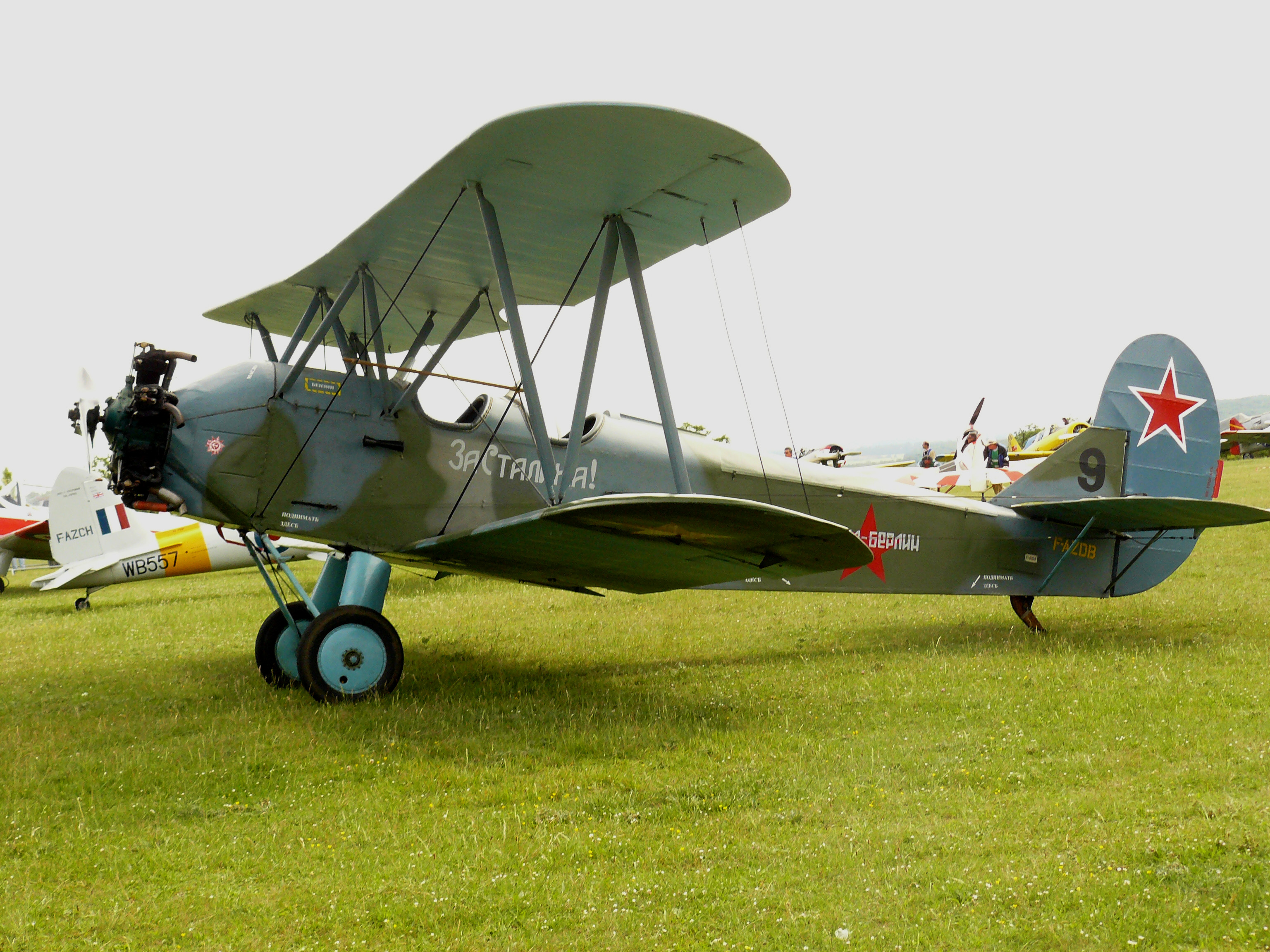
Die Po-2, eines der meistgebauten Flugzeuge überhaupt

Am meisten zu schaffen machte den sowjetischen Luftstreitkräften jedoch der Mangel an geeigneten Motoren. Sämtliche Flugzeugantriebe mussten importiert oder in Lizenz produziert werden. Beispielsweise waren die beiden leistungsfähigsten Triebwerke die die sowjetische Industrie produzierte, der M-17 und der M-22, Nachbauten des deutschen BMW VI und des französischen Gnôme-Rhône Jupiter.
Diese Situation änderte sich erst im Dezember 1930 mit der Gründung des Zentralinstituts für Flugzeugmotorenbau (ZIAM). Alexander Mikulin, der schon seit 1923 Flugzeugmotoren baute, entwickelte dort ab 1930 das erste leistungsfähige sowjetische Flugzeugtriebwerk, den wassergekühlten 12-Zylinder-V-Motor M-34. Ein weiterer Mitarbeiter, der später durch seine Motoren bekannt wurde, war Wladimir Klimow.
Ende 1924 wurden die sowjetischen Luftstreitkräfte erneut umstrukturiert. Die bestehenden Fliegerabteilungen löste man auf und fasste die Flugzeuge in den ihren Aufgaben entsprechenden Staffeln zusammen. Gebildet wurden Jagd-, Aufklärungs-, Schlachtflieger- und leichte Bomberstaffeln. Eine Staffel bestand aus drei Unterabteilungen zu je 18 Flugzeugen. Bis 1928 erhöhte sich die Einsatzstärke der Staffeln um das Doppelte.
Mitte der 1920er-Jahre erschienen dann die ersten leistungsfähigen Eigenkonstruktionen, die auch im Ausland Beachtung fanden. Richtungsweisend hierzu war das von Andrej Tupolew entwickelte erste freitragende Ganzmetall-Bombenflugzeug der Welt, die TB-1. Jagdflugzeuge dieser Periode waren unter anderem die Doppeldecker Grigorowitsch I-2 und Polikarpow I-3, welche in mehr oder weniger bedeutenden Stückzahlen den Luftstreitkräften zur Verfügung gestellt werden konnten.
Bei der Konstruktion von Flugbooten zeigte sich seit dem Ersten Weltkrieg Dmitri Grigorowitsch führend. Seine beiden Konstruktionen M-5 und M-9 bildeten das Rückgrat bei den Bordflugzeugen der sowjetischen Seekriegsflotte.
Die Entwicklung, die mit der Polikarpow R-1 ihren Anfang genommen hatte, nämlich die Produktion von leichten einmotorigen Mehrzweckmaschinen, wurde mit der Tupolew R-3 fortgesetzt. Sie gipfelte in den 1930er-Jahren in den massenweise gefertigten Typen Polikarpow R-5 und Polikarpow Po-2 und kennzeichnet die damalige Produktionsweise der sowjetischen Industrie: Kleine, ohne großen Aufwand herzustellende Typen, die im Bedarfsfall variabel als Aufklärer, Bomber, Verbindungsflieger und anderes einsetzbar waren. Spezielle Typen wie der Bomber TB-1 blieben dagegen deutlich in der Minderzahl. 1929 stellte dieser nur 5 % der Flugzeuge der sowjetischen Luftflotte, die einmotorigen Aufklärungsflugzeuge dagegen 80 %.

### Die dreißiger Jahre
Mit dem allmählichen Erstarken der sowjetischen Wirtschaft änderte sich auch das Kräfteverhältnis in den sowjetischen Luftstreitkräften. Die ausländischen Typen waren verschwunden und eigene Triebwerke standen nun in genügendem Maß zur Verfügung. Mit dem PW-1 und dem DA waren bereits in den vorhergehenden Jahren zwei Flugzeug-Maschinengewehre entwickelt worden, die nun durch so leistungsstarke Waffen wie das SchKAS-MG abgelöst wurden.
Hatten die Aufklärer bisher das Bild der Luftstreitkräfte dominiert, so waren nun 43 % aller sowjetischen Militärmaschinen Jagdflugzeuge, bei Beginn des Großen Vaterländischen Krieges sogar 53,4 %.
Im Juli 1929 wurde vom Zentralkomitee der KPdSU ein Beschluss herausgegeben, der die Entwicklung neuer und besserer Flugzeuge vorsah. 1930 wurde aus diesem Grunde das Zentrale Konstruktionsbüro (ZKB) gegründet, in welchem ab 1932 auf bestimmte Flugzeugtypen spezialisierte Konstruktionsteams arbeiteten. Es gab Entwicklungsgruppen für Jäger, Fernbomber, Aufklärer, Seeflugzeuge, Drehflügler, Fahrwerke, Flugzeugwaffen und Luftschrauben. Das ZAGI war ähnlich organisiert.

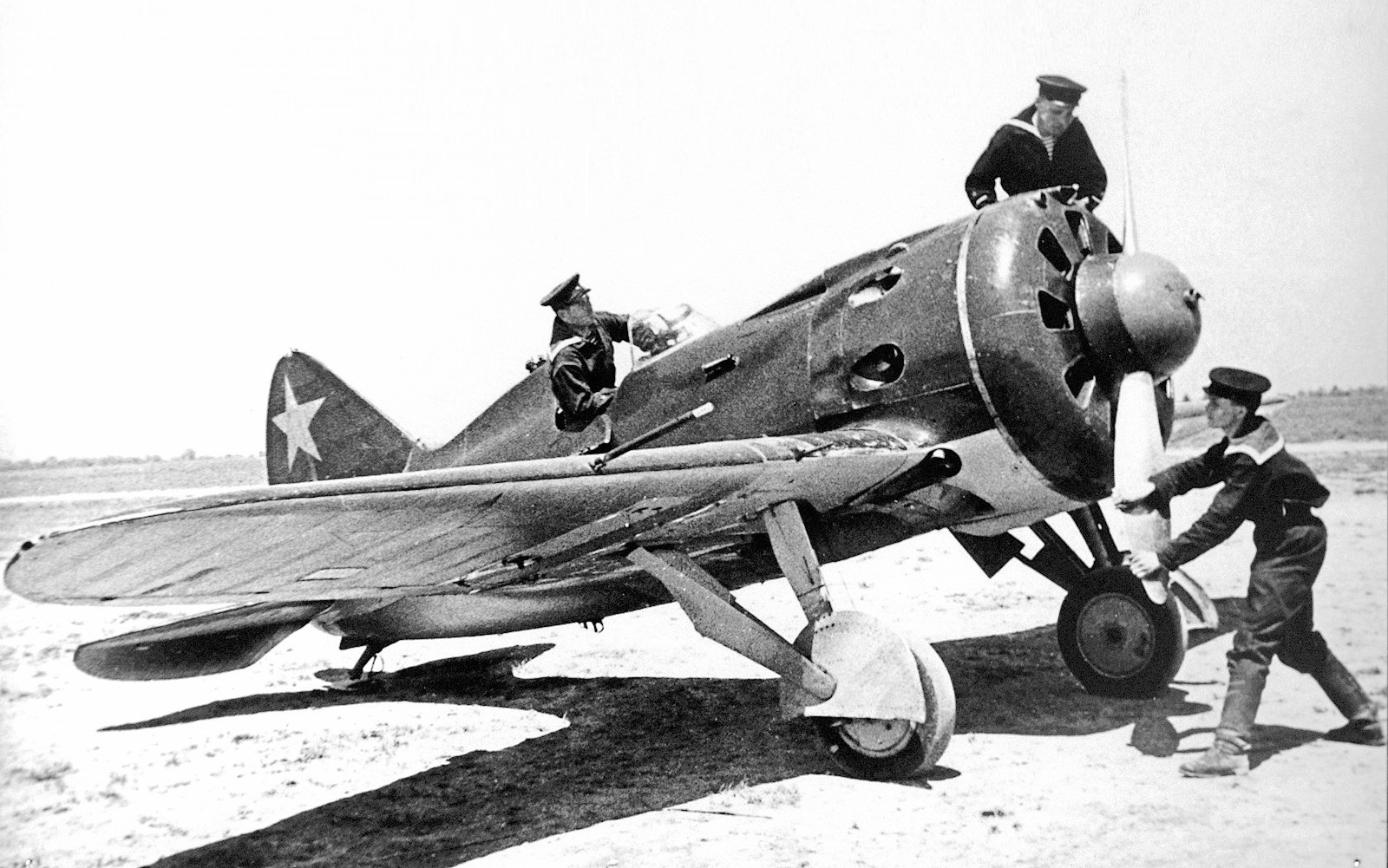
Jagdflugzeug I-16

Aufgrund dieser Spezialisierung entstanden leistungsfähige Typen, die den Anschluss an die technologische Weltspitze brachten, so die Jagdflugzeuge Polikarpow I-15, I-16 oder der schwere Bomber Tupolew TB-3.
1932 wurden die sowjetischen Luftstreitkräfte eine eigenständige Waffengattung und man legte Wert auf einen verstärkten Aufbau von Jagdflugzeug- und Bomberstaffeln. Der Anteil der bis dahin dominanten Aufklärer verringerte sich aufgrund dieser Maßnahme drastisch (nur noch 31 %), die Jäger und Bomber dagegen machten ab 1932/33 den Großteil aller Militärflugzeuge aus.
1940 wurden die Luftstreitkräfte erneut umstrukturiert. Die Brigaden wurden durch Divisionen ersetzt, die in Regimenter unterteilt waren. Ein Jägerregiment bestand aus vier Staffeln mit 60 Flugzeugen, ein Bomberregiment aus fünf Staffeln zu entweder 60 mittleren oder 40 schweren Bombern. In der Regel bildeten zwei Jagdflieger-, zwei Bomber- und ein Schlachtfliegerregiment zusammen eine gemischte Fliegerdivision. Die schweren Bomberverbände gliederte man in ein Korps, aus dem am 5. März 1942 die Fernfliegerkräfte ADD (Awiazija Dalnewo Deistwija) gebildet wurden.
Mit dem schweren Bomber TB-3 war nun auch die Möglichkeit vorhanden, den Aufbau der Luftlandetruppen voranzutreiben. Es wurden deshalb die Absetzversuche, die schon seit 1930 mit Farman Goliath durchgeführt wurden, perfektioniert und ab 1932 entstanden die ersten Luftlandeabteilungen. Im Manöver im Kiewer Militärbezirk 1935 wurden erstmals Luftlandetruppen in Regimentsstärke eingesetzt und die sowjetische Doktrin der tiefen Operation praktisch geprobt. 1939 verfügte die sowjetische Armee über sechs Luftlandebrigaden, deren Zahl bis 1940 verdoppelt wurde.
Bereits zum Anfang der 1930er-Jahre wurden Manöver durchgeführt, in denen man das Zusammenwirken zwischen Luft- und Bodentruppen testete, eine Doktrin, die während des Zweiten Weltkrieges erfolgreich angewendet werden und auf die sich die Rote Armee bis zum Zerfall der Sowjetunion stützen sollte.
Im maritimen Bereich setzte sich ebenfalls die Spezialisierung von Flugzeugen auf zugeschnittene Aufgaben durch. Die Flugboote und Seeflugzeuge von Georgi Berijew, speziell die MBR-2, erzielten im Gegensatz zu den veralteten Grigorowitsch-Konstruktionen bemerkenswerte Flugleistungen. Der Großteil des Flugzeugparks bestand aus landgestützten Maschinen. Die Seeflieger, bis dato Teilstreitkraft der Luftstreitkräfte, wurden ab 1935 Bestandteil der Seekriegsflotte unter der Bezeichnung Wojenno-wosduschnije silij-wojenno-morskoij flot (WWS-WMF).

### Der Spanische Bürgerkrieg
Im Juli 1936 brach der Spanische Bürgerkrieg aus und Deutschland und Italien nutzten diesen Konflikt dazu, um im Rahmen von Hilfsleistungen an die Putschisten unter General Franco ihre neuesten Waffentechnologien zu testen. Die Sowjetunion sandte der republikanischen Regierung ebenfalls Waffenhilfe, unter anderem auch Flugzeuge.
In der Anfangsphase der Luftkämpfe konnten sich die eingesetzten I-15 und I-16 Jagdflugzeuge noch gut gegen die deutschen Heinkel He 51 und italienischen Fiat CR.32 behaupten. Als aber die modernen Messerschmitt Bf 109 Jäger erschienen, zeigte es sich, dass die sowjetische Technologie nicht mehr mit der neuesten Entwicklung Schritt halten konnte. Das zweimotorige Bombenflugzeug SB-2, bei seinem Erscheinen 1935 schneller als die meisten Jagdflugzeuge jener Zeit, hatte seinen ursprünglichen Geschwindigkeitsvorteil gegenüber den schnelleren Bf 109 verloren und erlitt empfindliche Verluste.
Diesen Erfahrungen Rechnung tragend wurden durch das Zentralkomitee der KPdSU im September 1939 die Gründung neuer Konstruktionsbüros beschlossen. Von 1938 bis 1941 entstanden unter anderem die OKBs Mikojan-Gurewitsch, Petljakow, Lawotschkin und Suchoi sowie zusätzlich neun Flugzeug- und sieben Motorenwerke. So konnte noch bis zum Beginn des Großen Vaterländischen Krieges damit begonnen werden, moderne Typen wie die Jäger Jak-1, LaGG-3 und MiG-3 sowie die Bomber Pe-2, Il-2 und Su-2 zu erproben und in die Serienproduktion zu überführen.

### Zweiter Weltkrieg
Der Überfall auf die Sowjetunion traf die Luftstreitkräfte unvorbereitet inmitten dieser wichtigen Umstrukturierungsphase. Die Regimenter bestanden größtenteils aus veralteten Flugzeugen. Etwa 80 % der Jagdstaffeln stellten die Modelle I-15, I-16 und I-153. Bei den Bombern waren 47 % SB-2 und 34 % DB-3/Il-4. Durch die Bombardierung von Flugplätzen gelang es der deutschen Luftwaffe, einen Teil der Flugzeuge am Boden zu zerstören. Durch eine erhöhte Produktion von Maschinen in den vom Krieg nicht betroffenen Landesteilen konnten die Verluste aber schnell kompensiert werden.
Um der Gefahr von Bombenangriffen zu entgehen und um sie dem Zugriff der vorrückenden deutschen Wehrmacht zu entziehen, mussten bis Ende 1941 etwa 1.300 Betriebe nach Osten bis hinter den Ural evakuiert werden, was eine ungeheure logistische Leistung darstellte. Bei dieser Aktion wurden komplette Werke samt ihrer Belegschaft auf Züge, LKWs und teilweise auch auf Lastkähne geladen und abtransportiert. Unter extremen Bedingungen – der russische Winter war hereingebrochen und die Versorgungssituation der Werkarbeiter war ungenügend – wurden die Betriebe in den Tiefen des Landes wieder errichtet. Teilweise wurden die Flugzeuge in erst halb fertiggestellten Werkshallen unter freiem Himmel produziert. Nach einem aus dieser Verlagerung resultierenden Produktionseinbruch im Dezember 1941 stieg die Flugzeugproduktion der Sowjetunion ab da bis zum Kriegsende stetig an. Beherrschte die deutsche Luftwaffe zu Beginn des Feldzuges mit den Jägern Bf 109 und Fw 190 uneingeschränkt den Luftraum, so drehte sich dieser Vorteil ab 1943 in Richtung Sowjetunion. Die evakuierten Werke steigerten ihren Produktionsausstoß ständig und die neuen Typen La-5, La-7 sowie Jak-9 und Jak-3 waren den deutschen Typen ebenbürtig, wenn in einigen Belangen nicht gar überlegen. Ende 1944 schätzte die Abteilung Fremde Heere Ost ein:

„Durch Neukonstruktionen einer Reihe von Typen ist es der SU gelungen, mit der Leistungsfähigkeit vor allem ihrer neuen Jagdflugzeuge die Leistungen der deutschen Typen zu erreichen, zum Teil zu übertreffen.“

Durch das große Potenzial an Menschen konnten die Verluste an fliegendem Personal problemlos ausgeglichen werden, während die Deutschen an chronischem Personalmangel litten. Auch die Bewaffnung konnte durch den Übergang vom Maschinengewehr zur großkalibrigen Maschinenkanone, insbesondere der 20-mm-SchWAK und 23-mm-WJa, verbessert werden.
Im Gegensatz zu anderen Luftstreitkräften im Zweiten Weltkrieg flogen in der Sowjetunion auch Frauen Kampfeinsätze. 1942 bestanden drei Regimenter ausschließlich aus Pilotinnen. Berühmt wurde etwa das 588. Nachtbomberregiment, in dem die Fliegerinnen Doppeldecker des Typs Po-2 flogen und sich selbst Nachthexen nannten. Von 29 Pilotinnen, die die Auszeichnung Held der Sowjetunion erhielten, zählten 23 zu den Nachthexen. Insgesamt erhielten während des Krieges 2.420 Angehörige des fliegenden Personals diese höchste Auszeichnung der Sowjetunion, 65 wurde sie zweimal verliehen, die Piloten Iwan Koschedub und Alexander Pokryschkin erhielten sie dreimal.

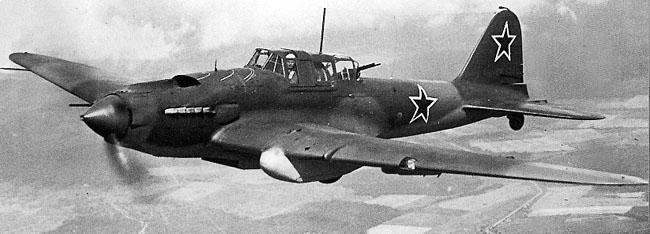
Schlachtflugzeug Il-2

Eine neue Taktik der Sowjetunion war das Bilden von großen gemischten Flugzeugverbänden, sogenannten Luftarmeen mit bis zu 1.000, später bis zu 1.500 Flugzeugen. Jede Luftarmee war einer Front (sowjetisches Pendant zur deutschen Heeresgruppe) zugeteilt, deren Oberbefehlshaber sie unterstand. Dadurch konnte ein enges Zusammenwirken von Land- und Luftstreitkräften gewährleistet werden. Auch verlagerte man den Schwerpunkt der Bomberproduktion in Richtung der Schlachtflieger, die eine taktisch sehr wirkungsvolle Waffe darstellten. Insbesondere die Il-2 sowie deren Nachfolger Il-10 erwiesen sich im Zusammenspiel mit den Bodentruppen als äußerst effektiv. Insgesamt wurden von diesen beiden Typen etwa 40.000 Exemplare hergestellt. Die Gesamtzahl aller während des Krieges produzierten Flugzeuge lag bei 136.800 Stück, 62.500 davon waren Jagdflugzeuge.
Bis zum Ende des Krieges flogen die sowjetischen Luftstreitkräfte rund 3 Millionen Einsätze und waren nach dem Heer die zweitgrößte Teilstreitmacht der Roten Armee.

### Nachkriegszeit und Kalter Krieg
Kurz nach dem Zweiten Weltkrieg profitierte der sowjetische Flugzeugbau stark vom Technologietransfer aus Deutschland. So konnten in der Sowjetischen Besatzungszone zahlreiche Skizzen, Baupläne und unvollendete Prototypen deutscher Flugzeuge und Triebwerke erbeutet werden. Deutsche Erkenntnisse im Bau von Strahltriebwerken waren von unschätzbaren Wert und erleichterten der Luftfahrtindustrie den Übergang vom Kolbenmotor zum Strahlantrieb. Ein Technologieschritt erfolgte durch den Ankauf britischer Triebwerke und deren Nachbau.
Bereits 1946 produzierte man erste Jagdflugzeug-Prototypen, ausgestattet mit erbeuteten Jumo 004 Triebwerken. Insbesondere die Konstruktionsbüros Jakowlew, Lawotschkin, Mikojan-Gurewitsch, Iljuschin und Tupolew entwickelten viele neue Typen.
Mit der MiG-9 und Jak-15 standen kurz darauf die ersten Jagdflugzeuge mit Strahlantrieb den Luftstreitkräften zur Verfügung. 1949 erschien aus dem OKB Mikojan-Gurewitsch der Jäger MiG-15, welcher in etwa 8.000 Exemplaren gebaut wurde und den Ruf des Konstruktionsbüros als führenden Jagdflugzeughersteller der UdSSR begründete. Im gleichen Jahr wurde das Frontbombenflugzeug Il-28, das die Abkehr vom Schlacht- und Sturzkampfbomber zugunsten des Frontbombers charakterisierte, an die WWS geliefert. Während des Eintritts ins Atomzeitalter nach dem Beginn des Kalten Krieges baute die Sowjetunion eine starke strategische Bomberflotte auf. Insbesondere das OKB Tupolew zeigte sich auf diesem Gebiet führend. Moderne Versionen der Anfang der 1950er-Jahre in Dienst gestellten Bomber Tu-95 werden teilweise noch heute eingesetzt.
Mit dem Ende des Kalten Krieges ging der Abzug sowjetischer Luftstreitkräfte aus Deutschland einher.
| 1965    | 1970    | 1975    | 1980    | 1985    | 1990    | 1991    |
| ------- | ------- | ------- | ------- | ------- | ------- | ------- |
| 510.000 | 330.000 | 440.000 | 550.000 | 570.000 | 420.000 | 420.000 |

## Inventar der sowjetischen Luftstreitkräfte im Jahre 1990

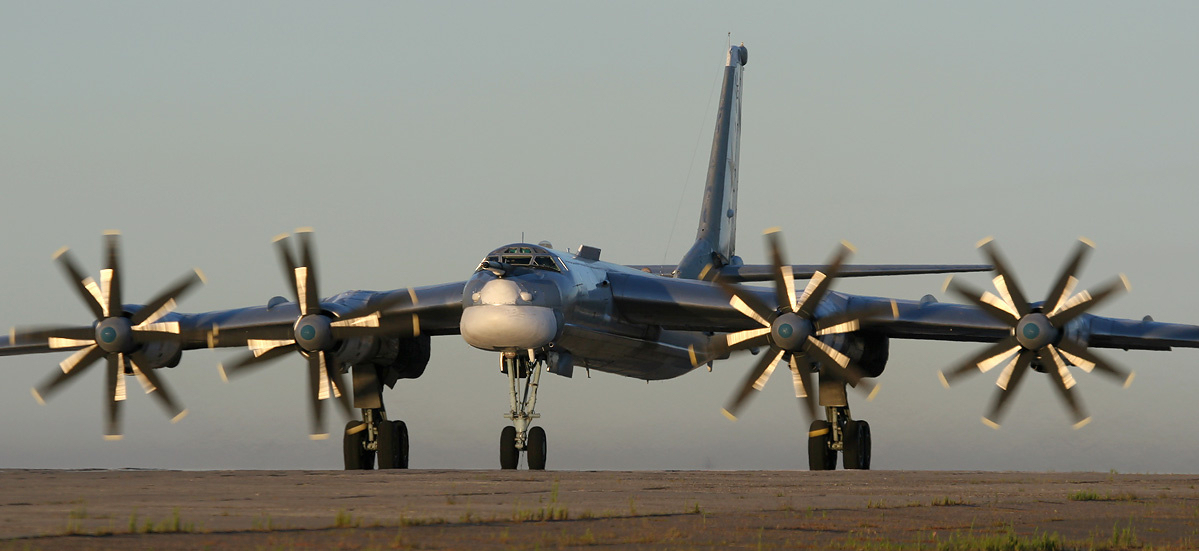
Tupolew Tu-95

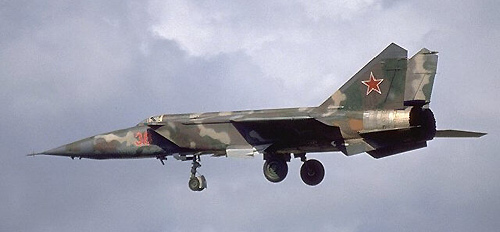
MiG-25 der sowjetischen Luftstreitkräfte, 1980er-Jahre

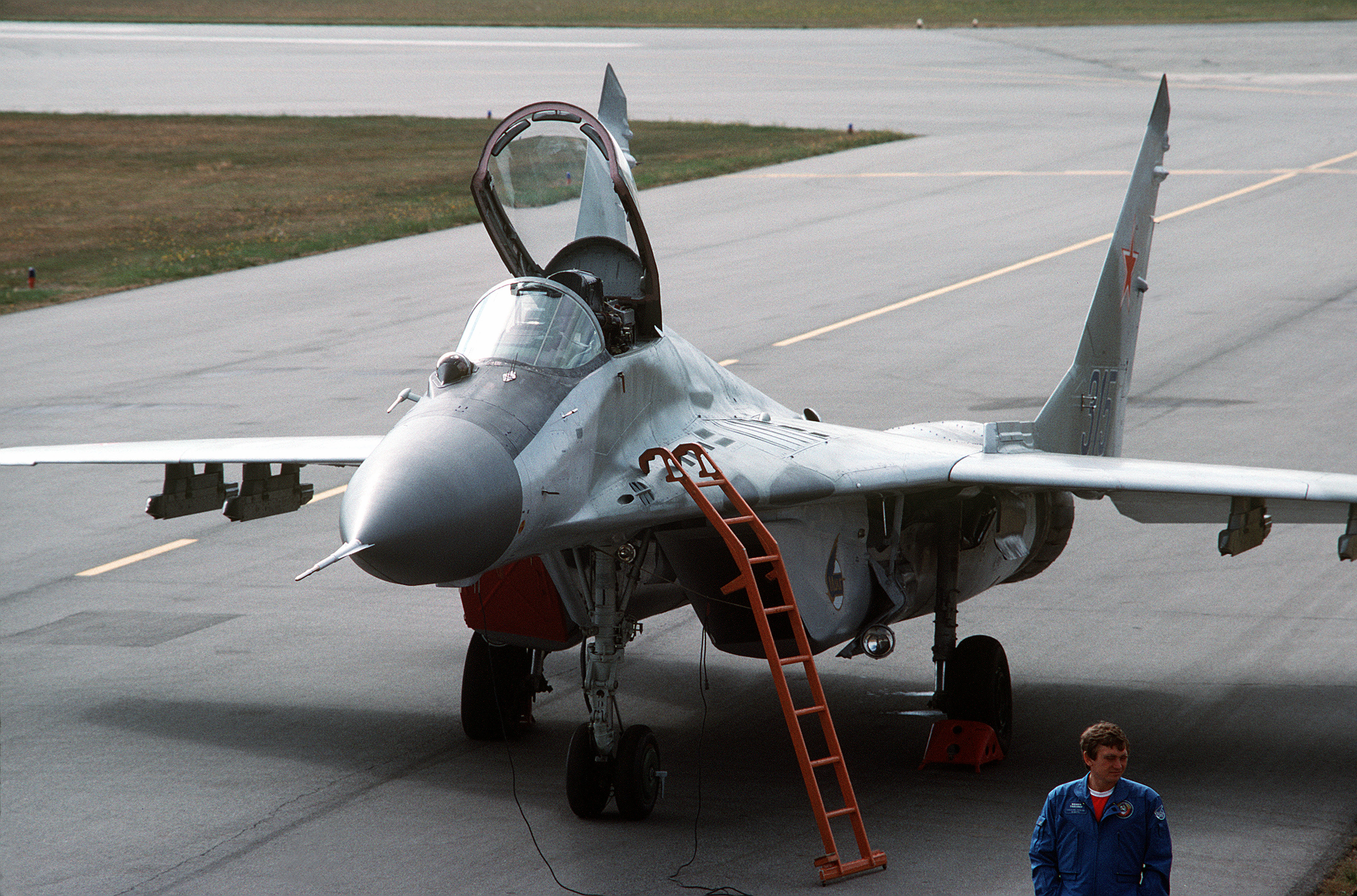
MiG-29 auf einem Flugplatz

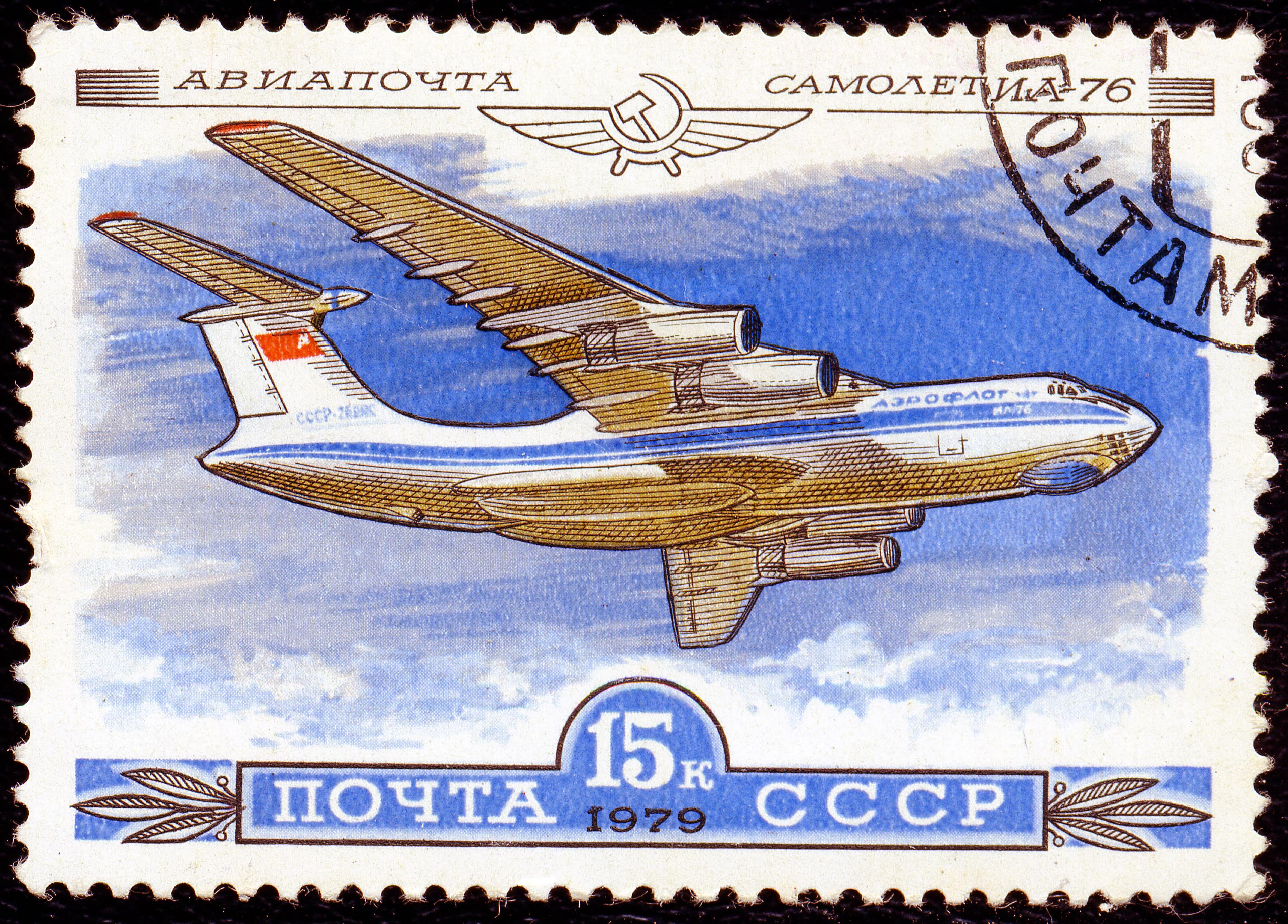
Iljuschin Il-76 auf einer sowjetischen Briefmarke

205 strategische Bomber
160 Tupolew Tu-95
15 Tupolew Tu-160
30 Mjassischtschew M-4
230 mittlere Bomber
30 Tupolew Tu-22M
80 Tupolew Tu-16
120 Tupolew Tu-22
1.755 Jagdflugzeuge
90 Suchoi Su-27
540 Mikojan-Gurewitsch MiG-29
700 Mikojan-Gurewitsch MiG-23
185 Mikojan-Gurewitsch MiG-21
200 Mikojan-Gurewitsch MiG-31
40 Mikojan-Gurewitsch MiG-25
2.135 Jagdbomber
630 Suchoi Su-24
535 Suchoi Su-17
130 Suchoi Su-7
500 Mikojan-Gurewitsch MiG-27
340 Suchoi Su-25
84 Tankflugzeuge
34 Iljuschin Il-78
30 umgerüstete Mjassischtschew M-4
20 umgerüstete Tupolew Tu-16
40 AWACS-Flugzeuge
40 Berijew A-50
1.015 Stör- und Aufklärungsflugzeuge
50 Mikojan-Gurewitsch MiG-21
170 Mikojan-Gurewitsch MiG-25
190 Suchoi Su-7R
235 Suchoi Su-24
200 Jakowlew Jak-28
130 Tupolew Tu-16
30 Tupolew Tu-22M
10 Iljuschin Il-20
620 Transportflugzeuge
45 Antonow An-124
55 Antonow An-22
210 Antonow An-12
310 Iljuschin Il-76
rund 3.000 andere Zivil- und Transportflugzeuge, die sich im Falle der Mobilmachung leicht zu militärischen Transportern umrüsten ließen. Dabei handelte es sich um rund 1.400 Flugzeuge anderer, den Luftstreitkräften unterstellte Transportfliegerkräfte (mit Tu-134, Tu-154, An-26) sowie mindestens 1.800 Flugzeuge der Aeroflot.

## Oberbefehlshaber (Auswahl)
- Pjotr Ionowitsch Baranow (1924 bis 1931)
- Jakow Iwanowitsch Alksnis (1931 bis 1937, Opfer des Großen Terrors)
- Alexander Dmitrijewitsch Loktionow (1937 bis 1939, 1941 hingerichtet)
- Jakow Wladimirowitsch Smuschkewitsch (1939 bis 1940, 1941 hingerichtet)
- Pawel Wassiljewitsch Rytschagow (1940 bis 1941, 1941 hingerichtet)
- Pawel Fjodorowitsch Schigarew (1941 bis 1942 und 1949 bis 1957)
- Alexander Alexandrowitsch Nowikow (1942 bis 1946)
- Konstantin Andrejewitsch Werschinin (1946 bis 1949 und 1957 bis 1969)
- Pawel Stepanowitsch Kutachow (1969 bis 1984)
- Alexander Nikolajewitsch Jefimow (1984 bis 1990)
- Jewgeni Iwanowitsch Schaposchnikow (1990 bis 1991)
- Pjotr Stepanowitsch Deinekin (1991, danach auch Oberbefehlshaber der Luftstreitkräfte der Russischen Föderation)